# وینسنت کوبوس
وینسنت کوبوس (انگلیسی: Vincent Cobos؛ زادهٔ ۴ مارس ۱۹۶۵) بازیکن فوتبال اهل فرانسه است.
از باشگاه‌هایی که در آن بازی کرده‌است می‌توان به باشگاه فوتبال استراسبورگ اشاره کرد.